# 尹現敬
尹現敬 （韓語：윤현경，1986年6月22日—），韓國女子手球運動員，現為韓國國家女子手球隊隊員。

## 簡歷
2010年11月，尹現敬代表韓國出戰廣州亞運會，參加女子手球比賽項目，奪得銅牌。